# Христич, Яким Игнатьевич
Аки́м (Яки́м) Игна́тьевич Хри́стич (9 сентября 1884, Потоки — 27 марта 1971, Чикаго, Иллинойс) — украинский военный и общественный деятель, член украинской Центральной рады. Мичман флота УНР. Председатель Севастопольской украинской черноморской общины (1917). Участвовал в 1917 году в формировании Отдельного морского куреня имени Сагайдачного.

## Биография
Родился 9 (21) сентября 1884 года в местечке Потоки Кременчугского уезда Полтавской губернии. Имеет казацкое происхождение. Отец — ветеринарный врач, мать — учительница. Спустя пять лет после рождения Якима мать продала хозяйство и переехала в Кременчуг к брату отца. Там ребёнок окончил начальную школу, после чего семья перебралась в Екатеринослав, где Яким окончил среднюю школу с серебряной медалью.
Благодаря стипендии от обеспеченного фабриканта он смог поступить в Технологический институт императора Николая I в Санкт-Петербурге. Тем не менее, в 1905 году он вернулся в Кременчуг, где продолжил учёбу в коммерческом училище. Вследствие начала рабочих беспорядков в Кременчуге переехал в Тифлис, где окончил коммерческое училище.
В годы Первой мировой войны, в ноябре 1915 года, находясь в Тифлисе, был призван на военную службу. Предположительно, прошёл обучение в школе прапорщиков. Служил в войсках гарнизона Севастополя.

### Революция и гражданская война
Во время революционных событий 1917 года принимал участие в становлении Севастопольской украинской черноморской общины. Являлся делегатом I и II Всеукраинских военных съездов, состоявшихся в мае и июне 1917 года. В качестве внепартийного социалиста стал членом Украинской Центральной рады от Таврии. С июня 1917 года входил в состав финансовой комиссии Центральной рады. В июле 1917 года возглавил Севастопольскую украинскую черноморскую общину. На заседании Центральной рады 22(9) августа 1917 года выступил с протестом против «аннексии таврических земель Временным правительством». В ноябре 1917 года, после Октябрьской революции, силами общины был сформирован Отдельный морской курень имени Сагайдачного, состоявший из 612 человек, значительная часть из которых симпатизировали большевикам. Вместе с куренем 24 ноября 1917 года Христич прибыл в Киев в распоряжение Центральной Рады для обороны столицы от большевиков. В 1918 году являлся государственным инспектором продовольственных и земельных дел УНР.

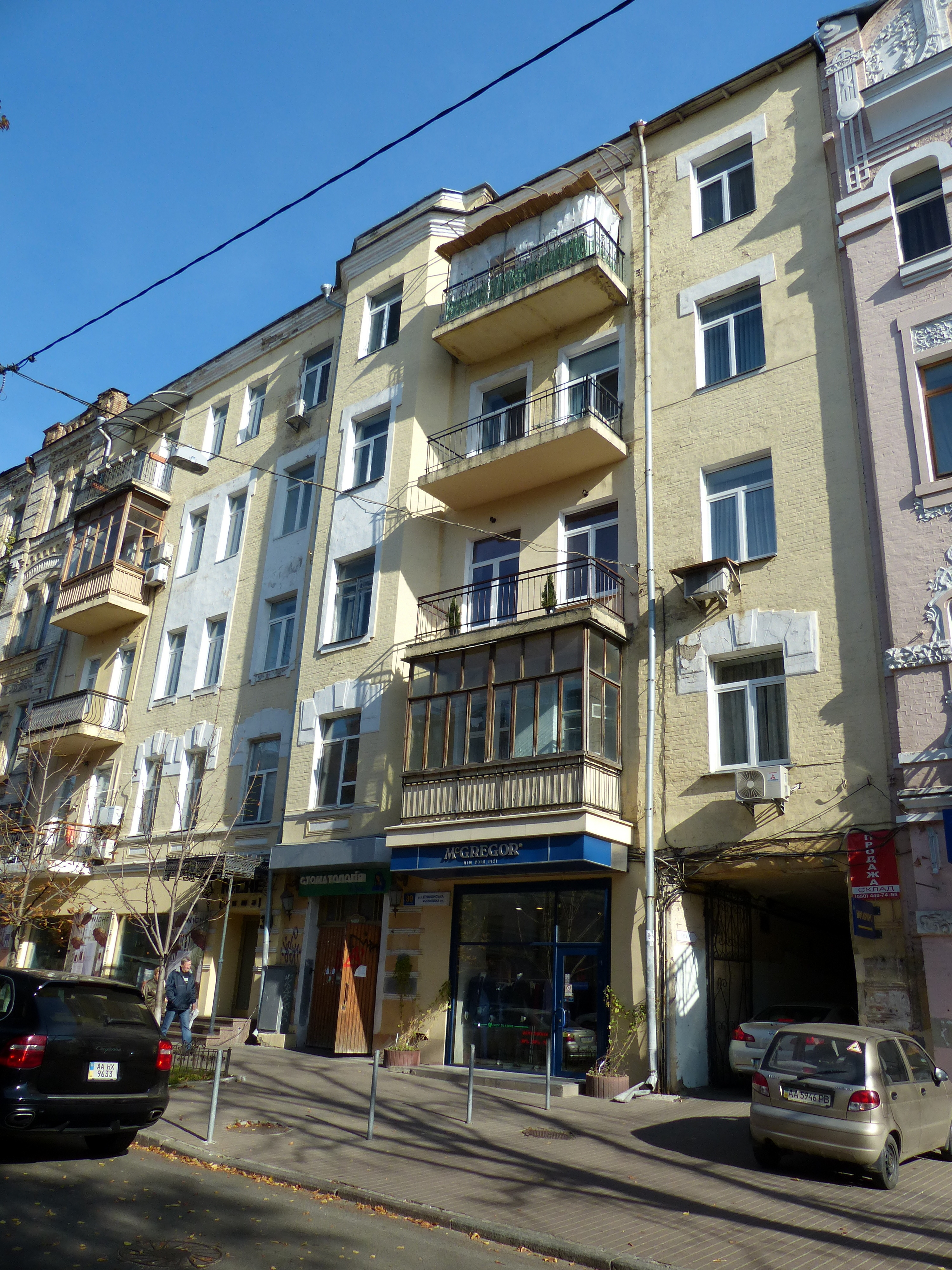
Дом на улице Пушкинской, где размещалось Бюро украинской краевой рады Крыма в Киеве

В преддверии оккупации Таврической губернии кайзеровскими войсками 15 апреля 1918 года был утверждён в качестве заведующего филиалом информационного бюро МВД УНР по Черноморскому побережью и Таврии с центром в Симферополе. В его обязанности входило информирование населения полуострова о деятельности украинского правительства и работа по агитации за сближение Крыма и Украины. После вступления Запорожской дивизии полковника Натиева в Мелитополь 27 апреля 1918 года Христич по его назначению был назначен временным комиссаром Украины в Крыму. 2 мая 1918 года Христич встретился с командующим немецкими войсками в Крыму генералом Робертом фон Кошем для выяснения планов Германии на полуостров. 15 мая 1918 года Христич отправил в Киев сообщение следующего содержания: «Из моих переговоров с политиками края я вынес впечатление, что когда будет наша добрая воля и не потеряем момент подготовки „общественного мнения“, когда соберется Крымское учредительное собрание, можно быть уверенным — край пожелает федерации в составе Украины». В сентябре 1918 года Христич возглавил Бюро украинской краевой рады Крыма в Киеве, которая разместилась в доме № 39 на улице Пушкинской
В 1919 году являлся комиссаром Могилев-Подольского уезда, а позднее назначен правительством УНР на пост губерниального комиссара Полтавщины. Также являлся комиссаром Кременчугского уезда. По поручению Директории УНР прибыл в Одессу в расположение Юрия Тютюнника. В 1920 году был направлен в распоряжение Военно-морской управы Военного министерства УНР.

### Дальнейшая судьба
В ноябре 1920 года перебрался в Галицию, перейдя через реку Збруч в районе Гусятина. Там Христич был интернирован польскими властями в лагере в городе Ченстохова. В июле 1921 года осел в Коломые, входившей в состав Польской Республики. Там Яким Христич работал в типографии. В 1923 году стал начальным редактором коломыйского еженедельника «Право народа» — органа Украинской народной партии, который вышел всего два раза. С 1937 по 1939 год печатался в местном двухнедельнике «Днепр» под псевдонимами «Я. Левобережный» та «Я. Черноморец».
С конца 1930-х по начало 1940-х годов проживал с супругой и двумя дочерями в доме № 3 ныне проспект Черновола. О деятельности Христича с 1939 по 1941 год, после присоединения Западной Украины к СССР, сведений нет. После вторжения немецкой армии в СССР и установления контроля над Западной Украиной Христич был назначен ответственным редактором газеты ОУН «Воля Покутья». Под его руководством с 1941 по 1942 год вышли 82 номера газеты. Позднее, в газете была установлена нацистская цензура и газета издавалась как «Вестник Коломыйского округа». Параллельно с этим, в 1941 году, редактировал издание «Последние новости», которое вышло 17 раз.
Накануне наступления Красной Армии на Галицию в 1944 году он с семьей переехал в Германию, а в 1950 году в Канаду. Первое время проживал в Гамильтоне, однако не найдя достойной работы уехал в город Уинсор. Там Христич участвовал в общественной украинской жизни, публиковался в прессе диаспоры. В 1962 году переехал в США, где жили его дети.
Скончался 27 марта 1971 года в Чикаго. Похоронен на кладбище «Бронзвуд» в 30 км от Чикаго.

## Комментарии
1. ↑  В составе офицеров Черноморского флота и Морского ведомства на Черном море, а также в составе Севастопольской крепостной артиллерии, в 1916—1917 годах Христич Аким (Яким) Игнатьевич не значился (См. Список личного состава судов флота, строевых и административных учреждений Морского ведомства. Издание Статистического отделения Главного Морского Штаба. Исправлено по 11 апреля 1916 года. — Пг., 1916.; — Список старшинства офицерских чинов Флота и Морского ведомства. Часть I. Составлен по 18 августа 1917 года, с изменениями по 25 октября 1917 года. — Петроград. Военная типография. — 1917.; —  Список (по старшинству в чинах) штаб- и обер-офицерам и классным чиновникам Севастопольской крепостной артиллерии,  к 1-му января 1917 года). Не найдены также сведения из Высочайших приказов по Военному ведомству о чинах военных о производстве Акима (Якима) Христича в прапорщики.